# Hexen II
Hexen II è un videogioco sviluppato dalla Raven Software e pubblicato per PC dalla id Software nel 1997.
Distribuito dalla Activision, è il terzo gioco nella serie Heretic/Hexen, e l'ultimo della trilogia dei Serpent Riders. Come per Hexen e Heretic, Raven ha distribuito il codice sorgente del gioco nel 2000. Questa volta il codice è stato reso disponibile sotto la licenza GNU, permettendo a terze parti di sviluppare il gioco anche per diverse piattaforme, come Linux.

## Trama
Il lontano mondo di Thyrion è stato reso schiavo da un potente demone di nome Eidolon, il terzo Serpent Rider, più potente e vecchio dei due precedenti demoni incontrati in Heretic ed Hexen. Eidolon controlla i quattro continenti di Thyrion grazie ai Cavalieri dell'Apocalisse (Morte, Pestilenza, Carestia e Guerra) e tramite un esercito di creature demoniache che hanno portato terrore e distruzione nelle terre di questo mondo sconosciuto. Gli unici superstiti della popolazione originaria decidono di combattere il malvagio Eidolon liberando la loro terra dal male, essi sono un negromante, un crociato, un paladino e un'assassina. Il giocatore, nei panni di uno di questi quattro personaggi, viaggia attraverso i continenti di Thyrion, ognuno caratterizzato da un'architettura e un'ambientazione differente (Medievale, Mesoamericana, dell'Antico Egitto e Greco-Romana), distruggendo nemici, risolvendo enigmi, accumulando armi e poteri magici, fino a scontrarsi con il supremo Eidolon.

## Modalità di gioco
Costruito su una versione modificata del motore grafico di Quake, è un videogioco basato sull'esperienza per singolo giocatore, ma ha anche una sezione multigiocatore. Pur essendo tipicamente uno sparatutto in prima persona (FPS), Hexen II, come il suo predecessore, presenta una notevole quantità di enigmi e rompicapo, attraverso i quali è possibile sbloccare accessi e proseguire nei livelli successivi.
Rispetto a Hexen e a Quake vi sono notevoli  miglioramenti anche nell'interattività con l'ambiente di gioco, quest'ultimo infatti è in grado di essere demolito (in parte), gli oggetti possono essere distrutti e le armi montate. Come in Hexen, anche in Hexen II i livelli si articolano in una struttura di gioco non lineare (detta hub system): più livelli sono interconnessi tra loro e legati a un livello centrale, pertanto una scelta o un'azione fatta in un livello può avere effetti sugli altri.

## Episodi
Thyrion ha quattro continenti, ognuno controllato da un Cavaliere dell'Apocalisse. I primi quattro episodi sono ambientati nei rispettivi continenti (Blackmarsh, Mazaera, Thysis, Septimus), nell'ultimo episodio invece il giocatore fa ritorno a Blackmarsh per scontrarsi con Eidolon.

### Episodio 1: Blackmarsh
L'ambientazione di questo mondo è medievale. Blackmarsh è una terra fredda, decadente, piena di castelli in rovina. Un territorio rurale e povero dove le truppe di Eidolon hanno portato distruzione e terrore. Il giocatore deve muoversi tra castelli, torri e segrete, risolvendo enigmi e confrontandosi nel finale con il primo Cavaliere dell'Apocalisse: Carestia.

### Episodio 2: Mazaera
Il secondo episodio si sviluppa nel continente di Mazaera, un territorio mesoamericano, segnato da templi e costruzioni in stile azteco. Questa regione inesplorata è controllata dal Cavaliere dell'Apocalisse Morte.

### Episodio 3: Thysis
Thysis è un continente desertico ad ambientazione egizia. Una ricca civiltà di faraoni e sacerdoti ha costruito qui templi, piramidi e altre magnifiche strutture. Il tema egizio è ripreso anche negli enigmi da risolvere e nei nemici da incontrare. Thysis è controllato da Pestilenza, terzo Cavaliere dell'Apocalisse del gioco.

### Episodio 4: Septimus
Nel quarto episodio si viene catapultati a Septimus, terra in cui l'ambientazione è di tipo greco-romano. Tra terme, palazzi e templi dell'antichità classica, il giocatore dovrà farsi strada tra i nemici fino a scontrarsi con l'ultimo cavaliere servo di Eidolon: Guerra.

### Episodio 5: Return to Blackmarsh
Alla fine del gioco si ritorna di nuovo a Blackmarsh, ai suoi castelli e alle sue cattedrali gotiche, per prepararsi a incontrare Eidolon.

## Nemici
Scorpioni
Ragni
Fire Imp
Ice Imp
Arcieri
Hydra
Golem di ferro
Golem di pietra
Golem di bronzo
Stregone
Giaguari
Pantere
Mummie
Medusa (Gorgone)
Angelo Decaduto
Cavalieri dell'Apocalisse

## Personaggi

### Crociato
Nato a Blackmarsh  e cresciuto in un monastero, il Crociato è un personaggio che bilancia bene forza e destrezza, difesa e offesa. Predilige i combattimenti a distanza.

### Assassina
Originaria delle giungle di Mazaera, l'Assassina spicca per velocità e destrezza. Scarsa in difesa, eccellente in offesa. Buona sia per combattimenti a distanza che ravvicinati.

### Negromante
Nato nei deserti di Thysis, possiede poteri sovrannaturali e può utilizzare armi magiche molto potenti. Scarso in difesa, ha ottime caratteristiche nell'offesa e nei combattimenti a distanza.

### Paladino
Originario di Septimus, il Paladino è un valente guerriero che predilige gli scontri corpo a corpo. Ottimo nella difesa.

## Hexen II: Portal of Praevus
Nel 1998 è stato pubblicato un pacchetto di espansione intitolato Hexen II: Portal of Praevus, contenente nuovi livelli, nuovi nemici e un nuovo personaggio giocabile, la "Demonessa". Presenta una nuova storia che si incentra sul tentativo di risurrezione di Eidolon ad opera del mago Praevus, in questo caso i livelli da percorrere sono in stile Cinese-Tibetano.

### Trama
Subito dopo la distruzione di Eidolon, il più potente dei tre Serpent Riders, il mondo va incontro a un terribile e lungo inverno. Indagando sulle cause di questo anomalo effetto climatico gli eroi di Hexen II scoprono che il mago Praevus intende resuscitare i tre Serpent Riders.
Dopo un lungo viaggio i quattro eroi riescono a trovare e sconfiggere il malvagio stregone che scompare in un lampo di luce.
Così gli spiriti dei Serpent Riders (D'Sparil, Korax ed Eidolon) si sollevano in volo e scompaiono per sempre nel vuoto.